# Sinoxylon tignarium
Sinoxylon tignarium är en skalbaggsart som beskrevs av Pierre Lesne 1902. Sinoxylon tignarium ingår i släktet Sinoxylon och familjen kapuschongbaggar. Inga underarter finns listade i Catalogue of Life.